# The Kean
The Kean es un edificio de apartamentos ubicado en 8925 East Jefferson Avenue de la ciudad de Detroit, la más importante del estado de Míchigan (Estados Unidos). Se encuentra directamente adyacente al Hibbard Apartment Building. Fue inaugurado en 1931 e incluido en el Registro Nacional de Lugares Históricos en 1985.

## Descripción
The Kean es un edificio de apartamentos de estilo art déco con elementos neorrománicos. Tiene 16 pisos y cuatro apartamentos por piso. La estructura principal es de ladrillo; la entrada está adornada con terracota de color naranja claro, medallones insertados y columnas corintias. Las superficies verticales se elevan a toda la altura del edificio. El techo a dos aguas tiene gárgolas salientes, está revestido de tejas, y tiene bordes con un patrón de tablero de ajedrez rojo y blanco.

## Historia
The Kean fue diseñado en 1930 por Charles Noble, que un año había diseñado a su vez los apartamentos Lee Plaza (1929). Tras la Gran Depresión, The Kean fue el último proyecto residencial desarrollado a lo largo de Jefferson hasta mucho después de la Segunda Guerra Mundial. En la actualidad es un edificio de apartamentos.